# 杉叶藻
杉葉藻（学名：Hippuris vulgaris，英文稱為馬尾 mare's-tail），是車前科杉葉藻屬的水生植物。廣泛分布於歐亞大陸、北美洲。
「馬尾」一詞源於希臘文。

## 型態
杉葉藻生长在池塘和溪流邊的淺灘，根茎匍匐，茎直立於水上，不分枝。叶為6－12枚轮生；花小，无花瓣，果实为瘦果。會排放甲烷

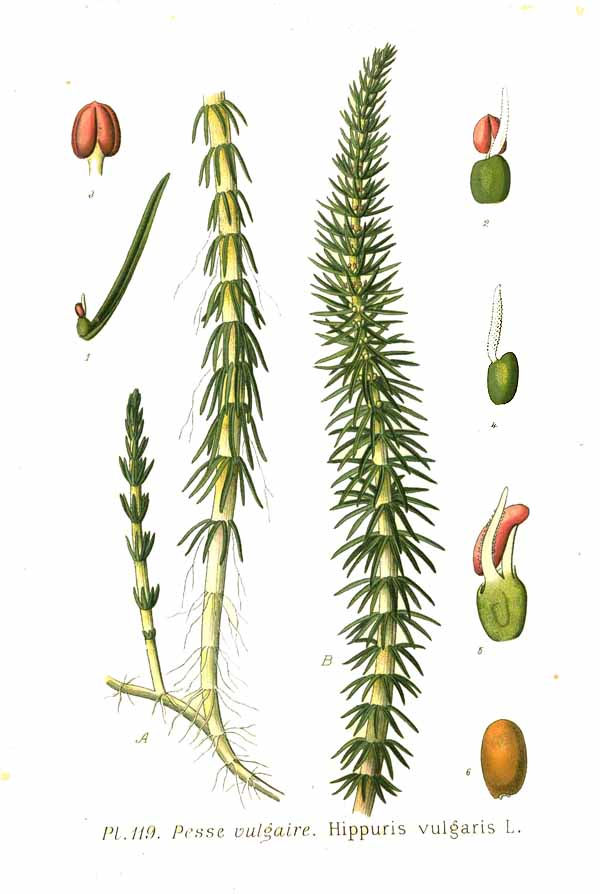
杉葉藻